# Тагути, Павел Ёсигоро
Павел Ёсигоро Тагути (яп. 田口 芳五郎 Тагути Ёсигоро:, 20 февраля 1902, пос. Сотомэ, уезд Нисисоноги, преф. Нагасаки (в настоящее время — город Нагасаки) — 23 февраля 1978, Осака) — японский кардинал. Епископ Осаки с 25 ноября 1941 по 24 июля 1969. Архиепископ Осаки с 24 июля 1969 по 23 февраля 1978. Кардинал-священник с титулом церкви Санта-Мария-ин-Виа с 5 марта 1973.